# Peter Beerwerth
Peter Beerwerth ist ein deutscher Diplomat. Er war von 2018 bis 2021 Botschafter und Leiter der Ständigen Vertretung Deutschlands bei der Abrüstungskonferenz.  Zuvor war er seit 2015 Leiter des Vertretungsbüros in Ramallah und damit Vertreter der Bundesrepublik Deutschland in den Palästinensischen Autonomiegebieten.

## Leben
Beerwerth absolvierte nach dem Abitur ein Studium der Anglistik, Musikwissenschaft und Philosophie an der Rheinischen Friedrich-Wilhelms-Universität Bonn sowie der University of St Andrews. Darüber hinaus studierte er Betriebswirtschaftslehre an der Deutschen Angestellten-Akademie in Bonn.
1988 begann Beerwerth den Vorbereitungsdienst für den höheren Auswärtigen Dienst und war nach dessen Abschluss zwischen 1990 und 1992 Ständiger Vertreter des Generalkonsuls in Detroit sowie danach von 1992 bis 1995 Referent für Öffentlichkeitsarbeit in der Zentrale des Auswärtigen Amtes. Daran schloss sich zwischen 1995 und 1999 eine Verwendung als Leiter des Wirtschaftsdienstes an der Botschaft in Ägypten an sowie von 1999 bis 2004 als stellvertretender Leiter der Ständigen Vertretung Deutschlands bei der Organisation für das Verbot chemischer Waffen (OPCW) in Den Haag.
Daraufhin war Beerwerth zwischen 2004 und 2008 stellvertretender Leiter des Referates für Abrüstung chemischer und biologischer Waffen im Auswärtigen Amt sowie von 2008 bis 2010 Koordinator für multilaterale Angelegenheiten und den Polizeiaufbau im Arbeitsstab Afghanistan/Pakistan des Auswärtigen Amtes, ehe er zwischen 2010 und 2011 als Leiter des Referates für G7 - Globale Partnerschaft gegen Massenvernichtungswaffen im Auswärtigen Amt fungierte. Danach folgte zwischen 2011 und 2012 eine Abordnung als Politischer Berater des Befehlshabers des Einsatzführungskommandos der Bundeswehr, Generalleutnant Rainer Glatz, ehe er 2012 ins Auswärtige Amt zurückkehrte und dort bis 2015 als Leiter des Referates für Abrüstung chemischer und biologischer Waffen, G7-Globale Partnerschaft, Exzellenzprogramm biologische Sicherheit tätig war.
2015 wurde Beerwerth als Nachfolger von Barbara Wolf als Gesandter Leiter des Vertretungsbüros in Ramallah und damit Vertreter der Bundesrepublik Deutschland in den Palästinensischen Autonomiegebieten. Im Jahr 2018 wurde er dort von Christian Clages abgelöst und übernahm als Botschafter die Leitung der Ständigen Vertretung Deutschlands bei der Abrüstungskonferenz. Auf dem Posten verblieb er bis Mitte 2021.